# Dimorfismo sexual em primatas
O dimorfismo sexual em primatas é um fenômeno largamente observado e estudado na ordem dos Primatas. Estudos recentes têm usado a técnica de análise comparativa para examinar a variação e a expressão do dimorfismo sexual em primatas e suas causas fundamentais. Primatas apresentam dimorfismo sexual quanto à massa corporal, tamanho e forma dos caninos, pelagem e cor. O dimorfismo sexual em primatas tem sido atribuído a vários fatores:
- Sistema de acasalamento - espécies poligínicas são mais sexualmente dimórficas do que espécies monogâmicas.[8] Também está associado maior investimento gonadal em machos em espécies promíscuas.[9][10]
- Tamanho - espécies maiores são mais sexualmente dimórficas do que espécies menores.[8]
- Habital - espécies terrestres tendem a ser mais sexualmente dimórficas do que espécies arborícolas. É possível que a competição entre machos em espécies terrestres seja mais dependente do tamanho.
- Dieta - frugívoros, por razões não muito claras, são menos sexualmente dimórficos que folívoros.[10] Provavelmente, a dispersão maior de fêmeas pelo território em espécies frugívoras é causa disso.
- Tampões copulatórios - a presença de tampões copulatórios é negativamente correlacionada ao grau de dimorfismo sexual em primatas, sugerindo que eles são utilizados como uma alternativa à guarda de cópula, reduzindo a pressão seletiva sobre o tamanho e força dos machos em algumas espécies.[11]

Análises comparativas corroboraram a hipótese de seleção sexual, e geraram um panorama mais completo das relações entre seleção sexual, seleção natural e sistemas de acasalamento em primatas. Alguns estudos mostraram que o dimorfismo provem de mudanças tanto em caracteres masculinos, quanto femininos. A ontogenia dá alguma luz em relação ao surgimento de dimorfismo sexual e padrão de crescimento. Algumas evidências paleontológicas sugerem que houve convergência evolutiva no dimorfismo, e alguns hominídeos extintos tiveram provavelmente um dimorfismo sexual maior do que muitos primatas viventes.